# Pi1 Ursae Majoris
Pi1 Ursae Majoris (π1 UMa / 3 Ursae Majoris) es una estrella en la constelación de la Osa Mayor de magnitud aparente +5,65.
Recibe el nombre tradicional de Muscida, utilizado también para designar a Ómicron Ursae Majoris y Pi2 Ursae Majoris.
Situada a 46,8 años luz del sistema solar, Pi1 Ursae Majoris forma parte de la corriente de estrellas de la asociación estelar de la Osa Mayor.
Pi1 Ursae Majoris es una enana amarilla de tipo espectral G1.5Vb, en muchos aspectos semejante a nuestro Sol.
Con una temperatura efectiva de 5768 K, su diámetro corresponde al 95% del diámetro solar. Una diferencia notable con el Sol es su edad, estimada en sólo 240 millones de años, lo que supone poco más del 5% de la edad de nuestra estrella.
Exhibe una abundancia relativa de hierro algo inferior a la solar, en torno al 90% de la misma.

Aparece catalogada como variable BY Draconis, clase de variables cuyas fluctuaciones se asocian a la presencia de manchas en su superficie u otro tipo de actividad cromosférica.
Al igual que estrellas como HD 69830 o HD 76151, Pi1 Ursae Majoris muestra un exceso en el infrarrojo a 30-34 μm y 70 μm, lo que sugiere la existencia de un disco circunestelar de polvo a su alrededor.
Observaciones con el telescopio espacial Spitzer en longitud de onda de 160 μm, imponen ciertas propiedades físicas al disco, tales como una temperatura de más de 36 K y una masa inferior a 0,36 × 10-4 veces la masa de la Luna.